# Vérkhnie Iziverki
Vérkhnie Iziverki (en rus: Верхние Изиверки) és un poble de l'óblast de Kírov, a Rússia, segons el cens del 2010 tenia 51. Pertany al districte (raion) de Viàtskie Poliani.